# Bellator 84
Bellator LXXXIV foi um evento de artes marciais mistas organizado pelo Bellator Fighting Championships, ocorrido no 14 de dezembro de 2012 no Horseshoe Casino em Hammond, Indiana. O evento foi transmitido ao vivo no MTV2.

## Background
O evento contou com a Final do Torneio de Pesados da Sétima Temporada do Bellator.
Christian M'Pumbu era esperado para fazer sua primeira defesa do seu Cinturão Peso Meio Pesado do Bellator contra o vencedor do Torneio da Temporada de Verão de 2013 Attila Vegh. Porém, em 3 de Dezembro de 2012, foi anunciado que Vegh se retiraria do card com uma lesão e a luta foi remarcada para outra data.
Marcin Held e Dave Jansen eram esperados para competir na Final do Torneio de Leves nesse card. Porém, a luta foi cancelada porque a Comissão de Jogos de Indiana barraram Marcin Held porque ele tinha 20 anos, e é preciso ter 21 anos para entrar em um cassino.
A luta entre Richard Hale e Alexander Volkov que foi a Final do Torneio de Pesados, também valeu o Título Vago dos Pesados.